# Alpaida itauba
Alpaida itauba là một loài nhện trong họ Araneidae.
Loài này thuộc chi Alpaida. Alpaida itauba được Herbert Walter Levi miêu tả năm 1988.